# Hromadné dálkové ovládání

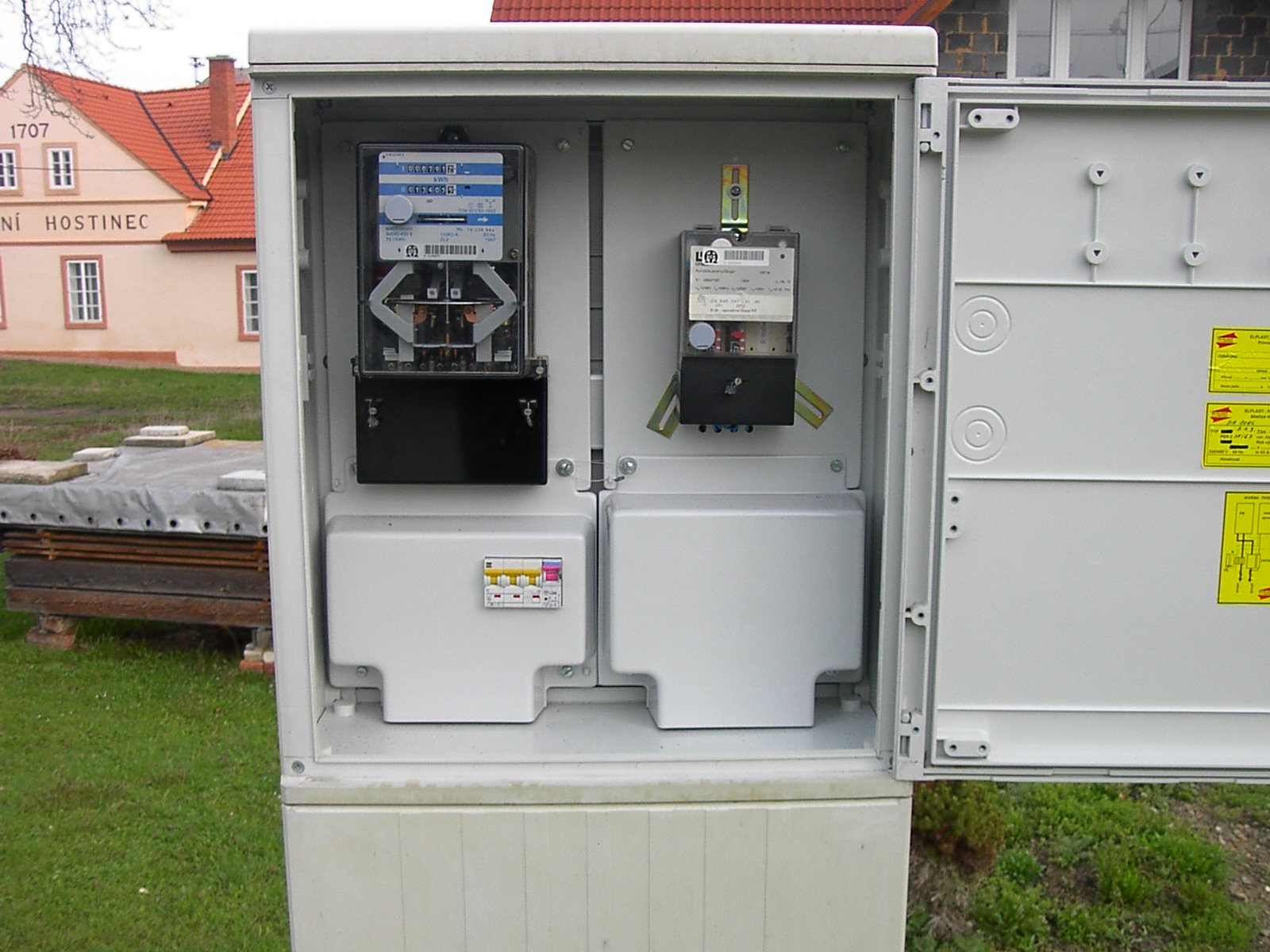
Dvoutarifový elektroměr (vlevo) a přijímač HDO (vpravo) v elektroměrovém rozvaděči

Hromadné dálkové ovládání (HDO) je způsob řízení odběru elektrické energie z distribuční soustavy. Distributor jím přepíná tarify a ovlivňuje časy zapnutí některých spotřebičů zákazníků, například bojleru nebo elektrického vytápění.

## Princip systému
Systém HDO používá pro přenos informace silová vedení energetické sítě. Informace ve tvaru impulsního kódu je vysílána s frekvencí v řádu stovek hertz (až kilohertz) z vysílače HDO a je superponována na základní frekvenci elektrické rozvodné sítě (v České republice a v Evropě 50 Hz, např. v USA 60 Hz). Signál HDO je vysílán do každé fáze z rozvoden 110/22(35) kV do distribučních linek 22(35) kV. Při vhodně zvolené pracovní frekvenci se informace spolehlivě šíří do všech částí distribuční sítě a přes transformátor se signál HDO dostává i do sítí nízkého napětí (400/230 V) až k místu odběru (spotřeby) elektrické energie. Informaci HDO je tedy možno identifikovat v libovolném místě této energetické sítě. Po vyslání povelu do rozvodné soustavy dojde k zapnutí, resp. vypnutí všech spotřebičů, které jsou přes stykač připojeny k přijímači HDO reagujícího na vyslanou frekvenci. Přijímač HDO je obvykle umístěn v elektroměrovém rozvaděči u odběratele. Nízká frekvence, na které je HDO provozováno, dostačuje jen na jednoduché povely, ale šíření signálu je v desítkách i stovkách km.
Systém HDO využívá hromadný efekt, to znamená, že na vysílání jedné informace reagují v dané energetické síti přijímače, které jsou pro její příjem příslušně nastaveny. Počet přijímačů v energetické síti přitom není omezen výkonem vysílače, závisí pouze na zájmu nebo možnostech odběratelů (druh odběru, tarifní politika apod.). Distributoři elektrické energie mají jednotlivé frekvence rozděleny tak, aby nedocházelo k ovlivňování dálkově řízených spotřebičů u jiných distributorů.
HDO umožňuje zapínání spotřebičů (stykačů) v časech vysokého tarifu (VT) a nízkého tarifu (NT, dříve nazývaného noční proud), a tak ekonomicky rozvrhnout spotřebu.
Při radiovém přenosu informace se systém označuje jako RHDO (rádiově hromadné dálkové ovládání).
Některá HDO obsahují i technologii obousměrné komunikace PLC.

## HDO v ČR

### Používané frekvence
Pro vysílání signálu HDO se v ČR používají frekvence 183.33 Hz, 216.66 Hz, 283.33 Hz, 760 Hz a 1060 Hz. Frekvence HDO používané v daném místě je třeba zohlednit při návrhu zařízení, u kterých by na daných frekvencích hrozila rezonance, nebo "odsávání" HDO. Typicky se jedná např. o zařízení pro kompenzaci účiníku.

### Přijímače signálu HDO v ČR
Příjem signálu HDO obstarávají přijímače HDO. Ten je obvykle umístěn na společném místě s elektroměrem. Někdy je tento přijímač součástí elektroměru. V Česku jsou největšími výrobci přístrojů HDO společnosti Landis+Gyr a ZPA.[zdroj⁠?!]
V České republice je možné najít tato zařízení a jejich variace:
- řada FMX
- řada FTU
- řada FTY
- řada RCR
- řada Lxxx
- 7RRxxx

## Využití systému HDO
První systémy HDO byly v Evropě zaváděny do provozu již v 30. letech 20. století a kromě náhrady spínacích hodin se využívaly k ovládání veřejného osvětlení.
Systém HDO se využívá zejména v energetice, v oblasti řízení odběru elektrické energie. Jeho využitím se vyrovná spotřeba energie v rámci dne a je možno dosáhnout příznivější nákupní ceny energie, zvyšuje se propustnost distribučních sítí a lze připojit další elektrické spotřebiče, ovládané systémem HDO. Dosahuje se maximálního souladu mezi hospodárnou výrobou energie, ekonomickým využitím přenosové soustavy i uspokojením odběratelů.
Kromě přímé regulace odběrů umožňuje HDO obecně ovládat zařízení signálem, přenášeným po energetické síti (veřejné osvětlení, reklamy, osvětlení výloh, dopravních značek, závlahová čerpadla) a přenášet jednoduché instrukce nebo signály (nahrazení sdělovacích kabelů v průmyslových podmínkách).
Domácnostem, které používají elektřinu k topení (akumulační kamna) a ohřevu teplé užitkové vody (bojlery) nabízejí distributoři elektřiny zvýhodněný tarif. Pokud spotřebitel souhlasí, aby distributor ovládal provoz některých spotřebičů podle svých potřeb, distributor ho odmění tím, že mu veškerou elektřinu spotřebovanou v této pro distributora výhodné době, naúčtuje ve výhodnější (nižší) sazbě. Spotřebitel je vybaven dvousazbovým elektroměrem, přijímačem HDO a blokovacím stykačem. Přijímač HDO jednak přepíná mezi dvěma sazbami na elektroměru, jednak spíná blokovací stykač. Stykač teprve připojuje okruh s akumulačními kamny a bojlery k napájení. Protože v době nastavené nižší sazby je touto sazbou účtována veškerá spotřebovaná elektřina, je časté, že domácnosti přesouvají do tohoto období většinu energeticky náročných činností. Zvláště šetrní spotřebitelé si instalují v bytě kontrolku, zapojenou do blokovaného okruhu.
Velkoodběratelé s vlastní transformační stanicí mohou svým systémem HDO regulovat odběr ve svém areálu, tj. ovládat zejména zařízení nevýrobního charakteru (vodní hospodářství, klimatizace apod.). Teplárenský systém užívá HDO k regulaci pracovního režimu výměníkových stanic např. ve špičkách tak, aby byl teplárenský provoz umožněn i v případě, kdy zdroje nemají potřebný špičkový výkon. Stejně tak je možné ovládat také veřejné osvětlení.
V poslední době distribuční společnosti požadují osazení HDO do systému ovládání výkonu malých výroben (elektráren) tak, aby byla možnost dálkového snížení výkonu výrobny, nebo její úplné odstavení v době, kdy je elektrické energie nadbytek, nebo při havarijních stavech sítě. Systém HDO pro výrobny pak umožňuje výkon regulaci výroby 100%, 60%, 30% a 0% pro FVE a VTE, anebo 100%, 70%, 50% a 0% pro BPE a KOG. U MVE se výkon tímto způsobem nereguluje.

## Česko
V ČR existují následující kódy (povely) pro ovládání HDO:
- K1 — přepínání vysokého (VT) a nízkého tarifu (NT)
- K2 — povel pro zapínání a vypínání ovládaného elektrického spotřebiče (např. přímotopné topení, bojler, akumulační kamna)
- K3 — povel pro zapínání a vypínání dalšího ovládaného spotřebiče (např. bojleru pro ohřev teplé vody u sazeb pro přímotopné topení)